# Folklorismus

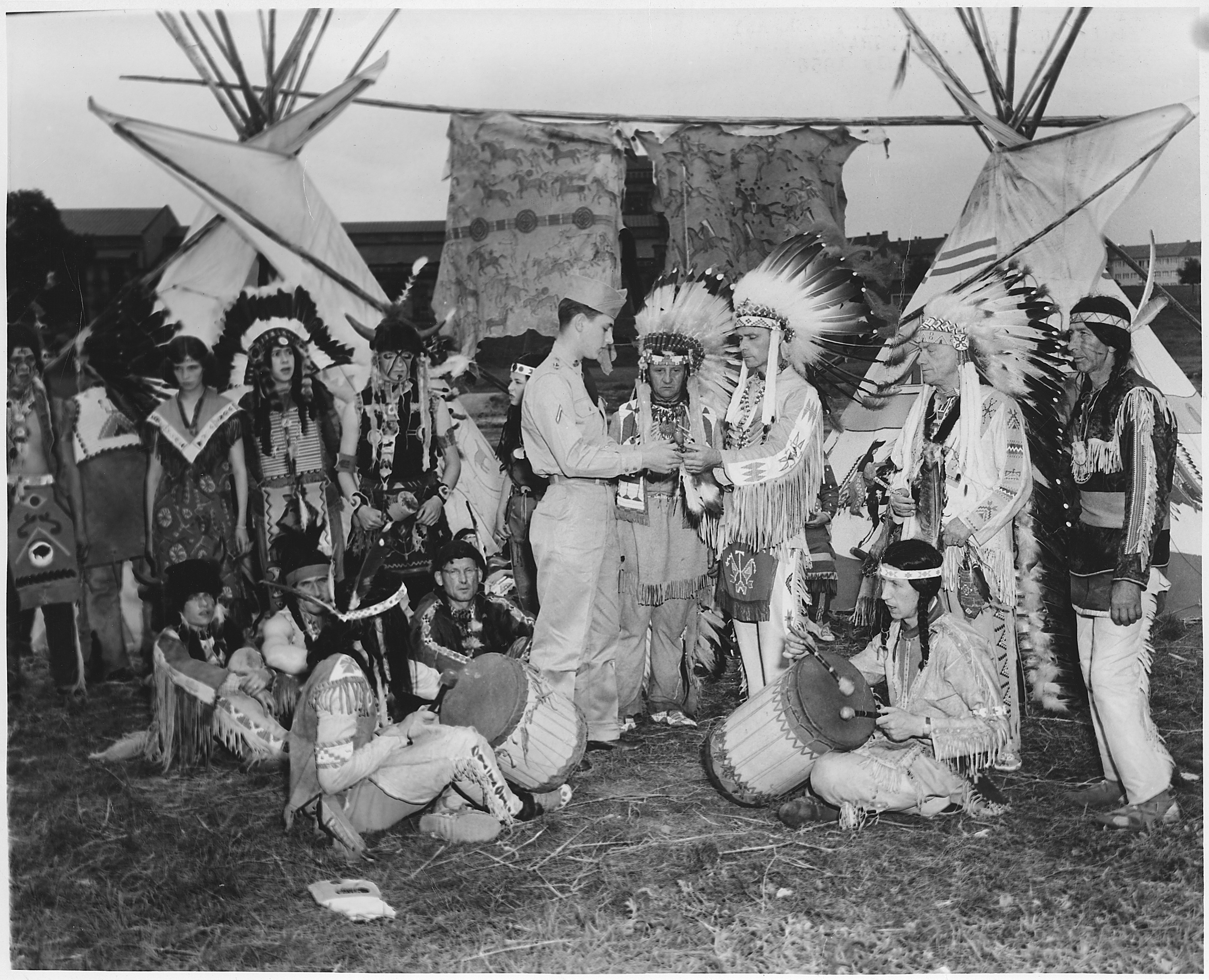
Indianerhobby in Deutschland, hier der „Heidelberger Ogalala Tribe“ 1956: Intensives Interesse an der Kultur der Lakota oder Folklorismus?

Folklorismus ist ein Begriff, der in der Volkskunde diskutiert wurde und später Eingang in die Alltagssprache fand. 

## Geschichte
Er geht zurück auf die Ausführungen des Münchner Volkskundlers Hans Moser: Mit seinem 1962 erschienenen Aufsatz Vom Folklorismus in unserer Zeit und dem zwei Jahre später erschienenen Beitrag Folklorismus als Forschungsproblem der Volkskunde regte er eine lang andauernde Fachdiskussion an. Moser wollte Folklorismus als „Vermittlung und Fortführung von Volkskultur aus zweiter Hand“ verstanden wissen. Anhand von Beispielen aus der Brauchforschung versuchte er nachzuweisen, dass die „spielerische Nachahmung volkstümlicher Motive in einer anderen Sozialschicht“ zwar schon vor dem Zweiten Weltkrieg üblich gewesen sei, der Folklorismus aber durch eine kommerzielle Nutzung, beispielsweise durch Werbung und Tourismus, gekennzeichnet ist.
Mosers Überlegungen seien – so der bald geäußerte Vorwurf, der im Zusammenhang mit der so genannten volkskundlichen „Folklorismusdebatte“ formuliert wurde – einem „Reliktdenken“ (Bausinger) verhaftet. Außerdem schwinge in ihnen die Idee einer „Urfunktion“ (Köstlin) mit.
Während noch in den 1970er und 1980er Jahren das Problemfeld innerhalb der Volkskunde rege diskutiert und weiter entfaltet wurde, flaute die Debatte während der 1990er Jahre ab. Der Volkskundler Martin Scharfe, der selbst den Begriff mehrmals kritisierte, schlug unlängst vor, den Prozess allgemeiner und wertfreier als „Kompromissbildung“ zu verstehen.

## Abgrenzung
Fakelore ist eine noch stärker als Folklorismus abwertende Bezeichnung für gezielt fabrizierte Folklore.